# مزرعة عيون أباد (بهمن)
مزرعة عيون أباد (بالفارسية: مزرعه عیون‌آباد) هي منطقة سكنية تقع في إيران في البلدة المركزية.